# Nationalstraße 317 (China)
Die Nationalstraße 317 (chinesisch 317国道, Pinyin 317 Guódào, englisch China National Highway 317), chin. Abk. G317, ist eine 2.043 km lange, in Ost-West-Richtung verlaufende Fernstraße im Westen Chinas in der Provinz Sichuan sowie im Autonomen Gebiet Tibet. Sie beginnt in der Metropole Chengdu und führt über Wenchuan, Ngawa, Luhuo, Dêgê, Chengguan, Riwoqê, Dêngqên und Baqên nach Nagqu im Osten des Autonomen Gebiets Tibet, wo sie in die Nationalstraße G109 mündet.